# 矢橋藩
矢橋藩（日语：／ Yabase-han */?）是日本伯耆國八橋郡八橋的藩，慶長14年（1609年）5月創藩，元和2年（1616年）8月廢藩，石高是21,300石，藩廳是八橋城。

## 歷史
慶長6年（1601年），中村一忠在關原之戰後憑其戰功獲加增至伯耆國175,000石，並且派中村一榮進駐八橋城。慶長14年（1609年）5月，一忠由於在無繼嗣的情況下死去而被改易，伯耆國一分為三，分別是加藤貞泰的米子藩、關一政的黑坂藩以及市橋長勝的矢橋藩。
慶長15年（1610年）7月，長勝從美濃今尾藩以21,300石進駐八橋，石高涵蓋其在河內國的領地。翌年，大坂冬之陣爆發，長勝跟隨松平康重和岡部長盛參戰，大坂夏之陣則在河內國的藩領星田村迎接德川家康，並且向其匯報戰功。元和2年（1616年）8月，長勝獲加增20,000石至越後三條藩，矢橋藩就此廢藩。翌年，八橋成為鳥取藩的領地後由池田光政派重臣池田長明進駐。寬永9年（1632年），池田光仲入主後則改派津田元匡進駐八橋，容許其實施自分手政治。

## 歷任藩主
| 家名   | 家格      | 名稱     | 石高     | 藩領                      |
| ------ | --------- | -------- | -------- | ------------------------- |
| 市橋家 | 外樣 城持 | 市橋長勝 | 21,300石 | 伯耆國八橋郡 河內國交野郡 |

## 註解
1. ↑  八橋現為鳥取縣東伯郡琴浦町八橋[1]。
2. ↑  藩史大事典稱一榮是以13,000石進駐八橋城[2]，《國史大辭典》則稱是30,000石[3]。
3. ↑  星田村所屬的郡[4]。